# Parafia św. Kazimierza w Terryville
Parafia św. Kazimierza w Terryville (ang. St. Casimir’s Parish) – parafia rzymskokatolicka położona w Terryville w stanie Connecticut w Stanach Zjednoczonych.
Jest jedną z wielu etnicznych, polonijnych parafii rzymskokatolickich w Nowej Anglii.
Nazwa parafii jest związana z patronem, św. Kazimierzem Jagiellończykiem.
Ustanowiona została w 1906 roku.
Parafia została połączona z parafią Niepokalanego Poczęcia Najświętszej Maryi Panny w 1999 roku.

## Historia
W 1900 roku polscy imigranci zawiązali Towarzystwo św. Kazimierza. W 1902 roku Towarzystwo św. Kazimierza nabyło działkę przy 15 Allen Street za 500 dolarów i założyło parafię św. Kazimierza. W marcu 1906 roku, o. Józef Raniszewski został mianowany pierwszym proboszczem.

W maju 1906 położono kamień węgielny z napisem „Polski rzymskokatolicki kościół św. Kazimierza”, a 1 września 1907 roku biskup Tierney poświęcił kościół.

## Duszpasterze
- ks. Joseph Raniszewski (1906 – 1911)
- ks. Ludwig Rusin (1911 – 1918)
- ks. Paul Koszczyk (1918 – 1920)
- ks. Peter Kaczmarski (1920 – 1932)
- ks. Peter Sroka (1932 – 1959)
- ks. Julius Pac (1959 – 1975)
- ks. Stephen Ptaszynski (1976 – 1993)
- ks. Daniel Karpey (1993 – 1999)
- ks. Gerald Dziedzic (1999 – 2012)
- ks. Marcin P. Pluciennik (od 2012)